# Pénzverdék a római császárkorban

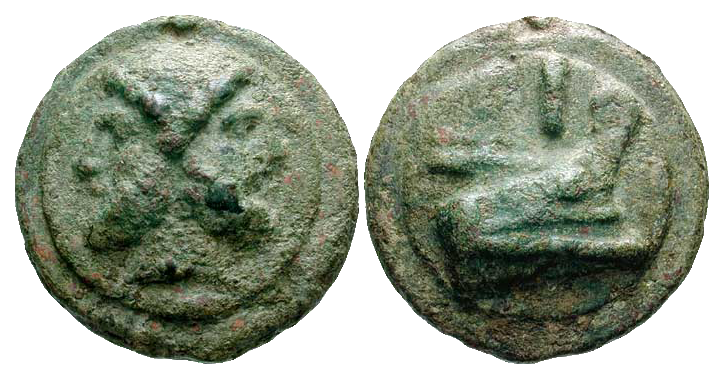
Köztársaságkori as

A császárkori Róma pénzverdéinek szervezetéről, működéséről keveset lehet tudni. Mindössze néhány feliratos emlék, illetve domborműves ábrázolás áll rendelkezésre ahhoz, hogy a pénzverde működésének fázisait legalább nagy vonalakban rekonstruálni lehessen.
A Római Birodalomban kezdetben – hasonlóan az ókor több más államához – nem volt a szó mai értelmében vett pénzverés, a nemesfémeket egyszerűen a súlyuk alapján mérték. Később a fémeket egységes tömbökbe öntötték, hogy a cserekereskedelmet ezzel is megkönnyítsék. Az első, mai értelemben vett érem szintén öntött volt, a Kr. e. 5. században készült. Mintegy száz évvel később áttértek a mai értelemben vett pénzverésre, amely egyben az érmék nagy tömegben való előállítását is megkönnyítette. A római bronzpénz a köztársaság korában az as és a sestertius volt, az ezüstből vert denarius, illetve az előlapon értékjelzéssel ellátott (XL, illetve LX as) aureus a Kr. e. 3. század elején jelent meg. Ez a rendszer a császárkor első századáig, Diocletianus pénzreformjáig nagyjából változatlan maradt, később Nagy Konstantin vezette be a bronz váltópénzeket, illetve a fél- és negyed súlyú aranypénzeket.

## Pénzrendszer a Római Birodalomban a császárkor idején
Pénzérméket Augustus korától többféle fémből, illetve ötvözetekből készítettek, használatosak voltak arany-, ezüst, billon (réz és ezüst keveréke), bronz- és rézpénzek egyaránt. Rövid idővel Augustus után, egész pontosan Kr. e. 15-től arany-, illetve ezüstpénzeket kizárólag a császárnak volt joga veretni.

### Aranypénzek

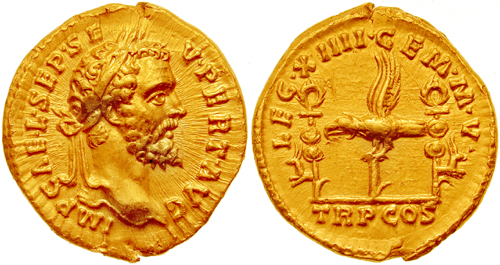
Septimius Severus a legio XIIII Gemina tiszteletére vert aureusa

Az aureusok súlyát Augustus 1/40 római fontban, azaz 8,18 grammban állapította meg, ez a súly azonban a császárság 1–3. századában folyamatosan csökkent. Már Nero uralkodása alatt 7,28 grammra, Caracalla alatt pedig 6,55 grammra csökkent a súlya. Diocletianus 284-ben 1/70 fontban szabta meg az aureus súlyát, ez 4,64 gramm. Kisebb címletű, ritkán előforduló aranypénz volt a félaureus, más néven az aranyquinar.
307-ben Nagy Konstantin új aranypénzt, a solidust vezetett be, ennek a súlyát 1/72 fontban, azaz 4,54 grammban szabta meg. Ennek az új aranypénzfajtának a kisebb címletei a semissis (félsolidus) és a tremissis (egyharmad solidus) voltak. A solidus súlya századokon keresztül, még Bizáncban is változatlan maradt. A 4. század végén megjelent az érméken verdejel jelzése mellett az OB, amelynek jelentése vagy „obrüsza” (tiszta arany), vagy görög számokkal 72, tehát vagy a pénz súlyát (1/72 font), vagy anyagának finomságát garantálták.
Noha nem számítottak fizetőeszköznek, mégis említést kell tenni az úgynevezett arany medaillonokról, vagy multiplumokról. Ezek többszörös aureus vagy solidus súlyban vert aranyak voltak, ünnepi alkalmakra készültek nagyon alacsony példányszámban, mai megfelelőjük az emlékveretek.

### Ezüstpénzek

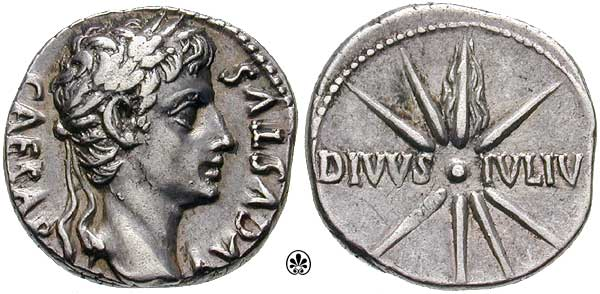
Augustus denárja Julius Caesar istenné avatása alkalmából

Denárokat már a római köztársaság korában is vertek, Augustus ezeknek a súlyát is megszabta 1/84 fontban, ami 3,89 gramm. Egészen a 3. század közepéig verték őket, bár a finomságuk már a 2. század közepétől jelentősen romlott. Ez időben igen sok úgynevezett „suberatus” denár készült (bronz mag vékony ezüstbevonattal). Ezek hamisítványnak tekinthetők, de nagyon jó kivitelük arra utal, hogy ezek hivatalos állami hamisítványok lehettek. A denárnál kisebb ezüstpénz a ritkábban előforduló quinar, azaz féldenár volt.
Caracalla 215-ben új ezüstpénzt veretett, az antoninianus nevű dupla denárt, 5,11 gramm súlyban. Ennek valamivel nagyobb az átmérője, mint a denárnak, amelytől az is megkülönbözteti, hogy ezen az érmefajtán az uralkodót mindig sugárkoronával ábrázolták, a császárné portréja pedig félholdon nyugszik. Tömegesen a 230-as években kezdték verni. Gallienus uralkodása alatt az antoninianusok ezüstjének finomságát 20–25%-kal rontották, így a jó antoninianus először billon, később egészen csekély ezüstöt tartalmazó rézpénzzé vált. Aurelianus uralkodása alatt a bronz antoninianusokat ólom és ezüst keverékéből álló bevonattal látták el, ami – ameddig le nem kopott – ezüstpénz hatását kelthette. A réz antoninianusok verését Diocletianus szüntette meg.
Az egyre magasabb inflációt Diocletianus pénzreformmal és az ár maximalizálásával akarta megfékezni. Új ezüstpénzt, a denarius argenteust vezetett be, ennek egyes darabjain a XCVI arra utal, hogy a súlya 1/96 font, azaz 3,41 gramm volt. A megkülönböztető argenteus jelzés azért volt szükséges, mert ugyanekkor verték a denarius communist is, de ez bronzból készült.
Nagy Konstantin uralkodása alatt, 318-320 körül új ezüstpénzek kerültek kibocsátásra, ez a siliqua – súlya: 3,41 gramm – és a miliarense volt. Utóbbinak két faja ismert, a könnyebb (4,54 gramm) és a nehezebb (5,54 gramm) miliarense. Ezt a kétféle ezüstpénzt a 4. század végéig verték.

### Réz- és bronzpénzek
A réz-és bronzpénzek verési joga a senatus kezében maradt, ezt a pénzeken a 3. század közepéig megtalálható SC (senatus consulto) is jelzi. A korai császárkorban többféle rézpénz is forgalomban volt: sestertius, dupondius, as, semis és quadrans. Sárgarézből készült a sestertius és a dupondius, vörösrézből az as, semis és a quadrans. A különböző rézpénzek értékaránya a következő volt:
sestertius = 4 as
dupondius = 2 as
as = 1 as
semis = 1/2 as
quadrans = 1/4 as
E rézpénzek verése a 3. század közepére megszűnt, mivel az addigra már teljesen elbronzosodott antoninianusok mellett feleslegessé váltak. Aurelianus alatt még egy kísérlet történt a bronzpénz-verés felélesztésére, egész és fél (sestertius és dupondius) érméket vertek. A dominatus idején is gyártották e bronzokat, amelyeken az uralkodó sugárkoronát visel, a császárnék mellképe pedig holdsarlón nyugszik.

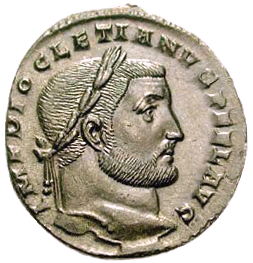
Diocletianus follisa

Diocletianus pénzreformja alatt vezették be az új bronzpénzfajtát, a follist, amelynek átmérője kb. 26–27 mm, súlya 10 gramm körül volt. A follis jelentése latinul zsák, ami arra utalhat, hogy a nagyobb kifizetésekkor zsákkal mérték. Eredetileg vékony ezüstbevonat is volt rajtuk, de ez hamar lekopott. A 4. században a follist redukálták, Nagy Konstantin és fiai uralma alatt egészen kis bronzpénz lett belőle, mintegy 15 mm átmérővel. A follison kívül még kisebb értékű bronzpénzek is készültek, a „kicsi” és a „még kisebb” bronzok. Ezek közé tartozott a denarius communis. Átszámítási arányuk:
10 follis = 50 denarii communes = 2 denarii argentei
Nagy Konstantin és fiai 348-tól újabb bronzpénzeket verettek: a pecunia maiorina (20–24 mm) és a centennionalis (17–19 mm). A maiorinákon néha LXXII értékjelzés látható.
A 4. század végén már négyféle nagyságú bronzpénz készült. Ezek korabeli neve nem ismeretes, ezért az elkülönítésük nagyságrendben történik:
AE I (28–29 mm), AE II (23–24 mm), AE III (17–18 mm), AE IV (13 mm)

### Pénz formájú érmek

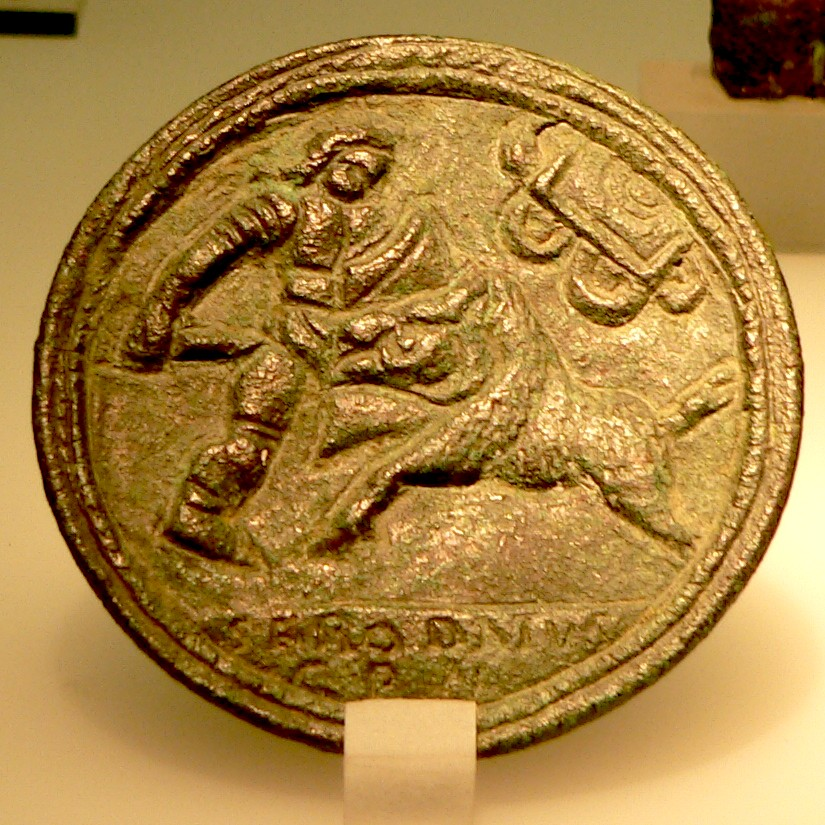
Gladiátort ábrázoló bronzmedaillon

Leletekben gyakran kerülnek elő különböző pénz formájú érmek, emlékveretek, öntvények. Ezek a következők lehetnek:
Medaillon, mindhárom fémből, aranyból, ezüstből és bronzból is készülhettek. Nem voltak forgalmi pénzek, leginkább valamely ünnepélyes alkalomra, illetve kitüntetésképp készültek. A bronzveretű darabok sestertiusnál nagyobbak.
Tessera, magyarul „bárca” vagy „jegy” lehetne a neve. Kemény anyagból, így fémből is készültek, rendszerint bronzból. A hátlapjukon többnyire római számok találhatóak. Rendeltetésük belépőjegy, játékpénz, számoló bárca stb. lehetett.
Kontorniát, ezek az érmek a bronzmedaillonokhoz hasonló nagyságban készültek, főként a 4. században. Az előlapon rendszerint a császár, vagy valamely híres költő, író mellképe található, a hátlapon többnyire mitológiai jelenet, cirkuszi kép vagy kocsiverseny van. Minden valószínűség szerint nem hivatalos, hanem magán rendeltetésű veretek.

## A pénzverde működése, személyzete
A római pénzverdéknek külön részében végezték a veréshez szükséges előmunkálatokat: fémolvasztás, az éremlapkák előkészítése stb. Az officina másik részében dolgoztak a verőtöveket véső és magát az éremverést végző munkások. Ezek a signator, a suppostor, a malliator és a scalptor nevű dolgozók voltak.
A signator feladata a verőtövek vésése volt. A sculptor munkaköre is hasonló volt, de az ókori forrásokban ez az elnevezés a szobrászat, illetve a gemmavésés kapcsán is előfordul. Ebből arra lehet következtetni, hogy a verőtövek vésésekor ők végezték a jelentősebb művészi érzéket kívánó részeket – császárportrét, a hátlapos alaki ábrázolásokat –, a signatorok csupán az egyszerűbb járulékos elemekkel egészítették ki a verőtövet.
A suppositor a felizzított fémlapkát helyezte az alsó és felső verőtő közé, s a malliator feladata volt kalapáccsal ráütni a felső verőtőre. Feltehető, hogy verőtövenként három személy dolgozott: 2 malliator – akik felemelték a verőtövet –, s 1 suppositor, aki az alsó verőtőre helyezte a lapkát. A malliatorok ezután ráhelyezték a felső verőtövet, s kalapáccsal ráütöttek. Egy, a 2. századból származó forrás egy római verde teljes személyzetét felsorolja: eszerint 17 signator, 11 suppositor és 32 malliator dolgozott ott. Minden bizonnyal a verőtövek igen gyors kopása miatt – mivel kőből készültek – volt szükség ennyi signatorra, továbbá a magas létszámnak oka lehetett a pénzek hátoldalának gyakori típusváltozása is.
A pénzverdei munkások élén csoportvezetők és azok helyettesei álltak, az egyes munkacsoportok külön vezetővel bírtak. A verde személyzetéből a bizalmi munkát az officinatorok végezték, ők ellenőrizték az alapanyagot, a lapkaválogatást, végül az egyes pénzeket darabonként felülvizsgálták. A források a pénzverdék legmagasabb vezetőiként a procuratort és a praepositust említik, az előbbi az adminisztratív, az utóbbi a műszaki vezető volt.

## A Római Birodalom pénzverdéi a császárkorban
Augustus római császár uralkodásának kezdetekor a pénzverést Rómába centralizálták, igen hosszú időn át csak ott vertek pénzt a birodalom számára. Kivételes esetet jelentett, ha a császárt nem Rómában választották meg, így készültek pénzek Vitellius számára Germaniában, Clodius Macer számára Africa provinciában.
A veretés helyét feltüntető jeggyel először Vespasianus és Domitianus néhány denárján találkozunk, ezeken a szelvényben EPHE(SOS) áll monogramszerűen, ez azonban kivételes jelenség volt, s a fennmaradt pénzek igen ritkák. A verdejegyek használata csak a 3. századtól vált általánossá, a birodalom ekkorra már hatalmas kiterjedésű volt, határain állandó harcok dúltak. A katonák pénzszükségleteinek gyors kiegészítése, illetve a fokozódó infláció tette szükségessé egyre több és több verde felállítását. A 3. század közepén megjelenő verdejegyek még nem jelölték, hogy mely városban készültek a pénzek, rendszerint csak azt jelölték, hogy a pénz a verde hányadik műhelyében készült (officina jegy). A század végén már kezdőbetűvel (például Róma R), vagy monogrammal (például Treveri TR) jelölték a verető várost. Ezeken kívül különböző jelekkel, betűkkel a mezőben és a szelvényben jelezték az emissiokat is, illetve már előfordul az értékjelzés is. Az officinákat pontokkal, római vagy görög számokkal, továbbá számnévvé feloldható betűkkel is jelezték. A jegyben gyakran előfordul az SM, vagy egyszerűen: M rövidítés, ennek feloldása: SACRA MONETA, vagy MONETA.

### Pénzverető városok a 3. században
Alexandria, már a császárkor első századában is készültek itt a római császárok képeivel rossz minőségű ezüstpénzek. Ezek nem a hivatalos római vereteinek súlyában készültek, hanem görög tetradrachma súlyban, görög felirattal. A 3. században ez a verde már csak bronzokat készített, különleges jellemzője az itt készült érméknek, hogy a lapkájuk mindig vastag. A birodalom pénzverésébe a verde Diocletianus pénzreformja után kapcsolódott be, ettől kezdve jelezték a várost a pénzeken A, AL, ALE jelekkel. A mezőben előforduló egyéb jelek az emissiókat jelölik, a mezőben szintén előforduló XXI és IIΓ értékjelzések. Műhelyeinek száma változó volt, a legtöbb Nagy Konstantin korában működött. Az officinákat A, B, Γ, Δ jelölik, a később működésbe lépett nyolc műhely A-H jelzést kapott. Az alexandriai verde 423-ig dolgozott.

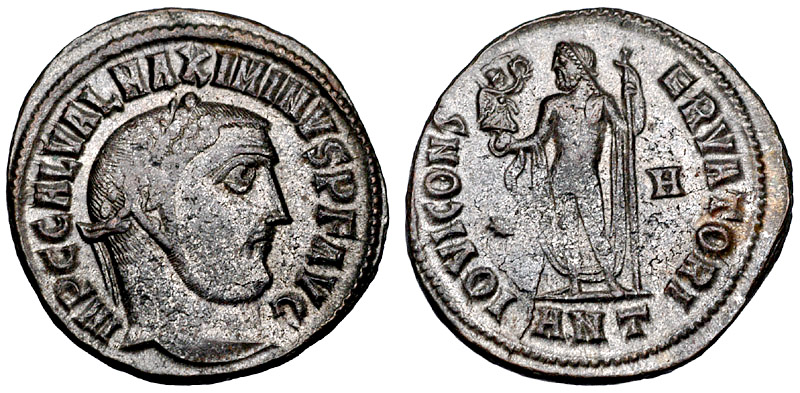
II. Maximinus antiochiai follisa

Antiochia (ANT, AN, SMANT), Tacitus egy közlése szerint ez a verde Vespasianus császár kikiáltása után arany- és ezüstpénzeket készített. Mivel ezek közül még egyetlen darab sem került elő, ez az állítás nem igazolható. A verde Septimius Severus alatt már működött, s jelzése ettől kezdve folyamatos volt. Az officinákat Trebonianus Gallus korától jelezték, először pontokkal (., .., …), valamint római számokkal: IV, V, VI, VII. II. Claudius Gothicus alatt 14 officina működött itt A-ΔI jelzéssel. Aurelianus alatt a 6 műhely P, S, T, Q, V, VI jelű. Vabalathus alatt ismét görög számokat használtak, a 9. műhely AH jelzést kapott. A város megnevezése először Diocletianus alatt jelent meg a verdejegyben: ANT, gyakran SMANT formában. A 4. század elején nyolc, majd tíz műhely dolgozott itt (A – Δε). 314 után tizenöt műhely dolgozott Δε, I, AI, BI, ΓI, ΔI, εI jelzésekkel. 324-ben a nyolc műhelynek SMANTA-SMANTH a jelzése. Konstantinápoly megalapítása után a pénzverés néhány évig szünetelt, 330-ba újra két műhellyel kezdett dolgozni a verde. 335-től tíz műhely dolgozott, SMANA-SMANI, illetve SMANTA-SMANTI jegyekkel. Az antiochiai verde 455-ig működött.
Ambianum kis verde, csak egy műhellyel dolgozott. Körülbelül 350–472 között működött.
Aquileia (AQ), 295 és 455 közt működött, Diocletianus alapította. Jelzése AQ, AQV. Három műhellyel kezdett dolgozni, ezek P, S, T jelzéssel különíthetőek el a vereteken. Constans érmein megjelent az LX értékjelzés. II. Julianus és Jovianus AQUIL városjelzést használt. I. Valentinianus alatt a műhelyek száma kettőre csökkent, ezeket SMAQP és SMAQS jegyekkel jelölték. Az emissiós jegyek a mezőbe kerültek, a verde mindig latin betűs jelzéseket használt. Az aquileiai verde 455-ig működött.
Arelate (ARL), 312–456, később Arelate Constantina (CON, CONST), 337 – 340. A verdét Nagy Konstantin alapította. Eleinte négy officinajelzést használt: PARL, SARL, TARL és QARL formában. Később használt görög betűs officinajelzéseket is, A, B, Γ, Δ. A mezőben látható: CS, SF, RS, MF, TF, F, FP, FS, IS, CIS betűk emissziós jegyek. Gratianus uralkodása alatt OF·AR·S vagy ARPS verdejegyet használtak. A verde veretei könnyen összetéveszthetőek a konstantinápolyi veretekkel. A legtöbb esetben Arelate latin, Konstantinápoly pedig görög betűszámokat használt. Arelate veretein csaknem mindig a verdehely névjel előtt van az officina jegy, például P CONST, S CONST stb., Konstantinápoly veretein pedig utána áll. Az arelatei verde 456-ig működött.

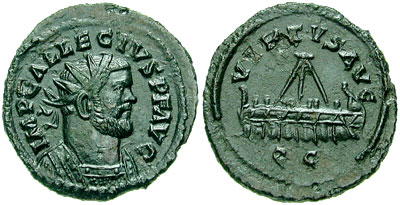
Allectus Camulodunumban vert quinariusa

Camulodunum (C, CL, ⊃), 286 és 296 közt fennálló kis verde, főként a britanniai trónbitorlók, Carausius és Allectus számára dolgozott. Veretei ritkák, a camulodunumi verde 296-ig működött.
Karthágó (K), 296 és 311 közt állt fenn. Először a diocletianusi pénzreform után találkozunk a vereteivel. K vagy KA a jele, ehhez kapcsolódnak a P, S, T, Q vagy A, B, Γ, Δ officinajegyek. Négy műhellyel dolgozott, párhuzamosan használt latin és görög betűszámokat. A karthágói verde 311-ig működött.
Colonia Agrippina (C A), 257 és 274 közt dolgozott, Postumus antoninianusai készültek itt COL·CL·AGRIP· jeggyel, vagy a mezőben C A vagy CC AA jelzéssel. A verde Victorinusnak is dolgozott. A Colonia Agtippinai verde 274-ig működött.

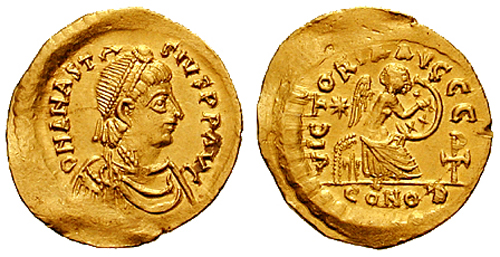
I. Anastasius konstantinápolyi veretű semissise

Konstantinápoly (CON, CONS), 326 és 423 közt dolgozott, magát a várost Nagy Konstantin alapította 324-ben, ezután nyílt meg a verde is. Verdejegye a városnév rövidítése, ehhez csatlakozik a hat officina jegye, A-S, de hamarosan egy hetedik is létesül, Z jelzéssel. 330-tól még további négy officina kezd dolgozni: H, Θ, I, IA. A siliquákon a CP·A – CP·Z jegyet, a solidusokon pedig a CONOB jelzést használták. A konstantinápolyi verde 423-ig működött.
Küzikosz (K, KV), fennállt 268 és 423 között. 269-ben, amikor a gót betörés miatt a serdicai verdét menekíteni kellett, helyezték át Küzikoszba. II. Claudius uralkodása idején a verdejegy M C (Moneta Cyzici) volt. Három műhely dolgozott ekkor ., .., … jelzéssel. Aurelianus alatt a hat műhelyt P, S, T, Q, V jelölték, esetleg A-S jelzéssel. A verdejegy Probus alatt CM vagy MC, ez a mezőben helyezkedik el, az officinák számozása és az értékjelzés pedig a szelvényben. Probus uralkodásának végén felszámolta a verdét, ám Carus újra megnyitotta. A tetrarchia és Nagy Konstantin uralkodása alatt a verdejegy gyakran MKV vagy KV volt, majd Valens és I. Valentinianus idején az SMK jegy lett gyakori. A 4. század végén három műhely dolgozott, A, B, Γ jelzéssel. A küzikoszi verde 423-ig működött.
Heraklea (Trákia) (H, HT), 293 és 423 közt állt fenn. Diocletianus alatt kezdett működni, H vagy HT (Heraclea Thracum) volt a jelzése. Öt officina dolgozott A-ε jelzéssel. II. Julianus és Jovianus alatt HERACL jegyet is használtak. A herakleai verde 423-ig működött.
Londinium (L, LN, LON), 286–326, később Augusta (AVG), 383-388. Carausius alatt kezdett dolgozni a verde, ekkor ML, MSL jellel jelölte meg az itt készült pénzeket. A tetrarchia alatt PLN jegyet használt, Nagy Konstantin alatt pedig PLON-t. 326-ban bezárták a verdét. Később vertek itt aranyat is és ezüstöt is, de ekkor már Augusta a neve s AVG a jele a verdének. A londiniumi verde 388-ig működött.
Lugdunum (LVG, LVGD), 274–423. A verdét már i. e. 44-ben megalapította a római senatus. A városban volt Lugdunensis provincia helytartójának székhelye, egy ideig Augustusnak is volt itt rezidenciája. A városban római koloniális verde működött Marcus Antoniustól I. Claudiusig. Gallienus uralkodása alatt kezdte ismét jelezni érmeit a verde. Aurelianus alatt már négy műhely dolgozott, s használta az L városjelzést az A-D officinajelzések mellett. Tacitus, Probus és Carinus veretein az A, B, C, D és I, II, III, IIII jelek, az utóbbi császár veretein még a LVG jelzés is gyakori. Nagy Konstantin után PLG vagy SMVLG jelet használtak. A lugdunumi verde 423-ig működött.

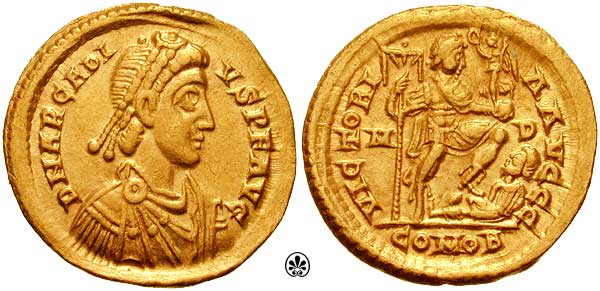
Arcadius Mediolanumban vert solidusa

Mediolanum (M, MD), 259–274, 364–423. Feltehetőleg már a 3. század közepén is működött itt pénzverde, valószínűleg a gótok támadásai miatt veszélyeztetett viminaciumi verdét telepítették át ide. Valerianus, Gallienus, majd Postumus számára is készültek itt veretek, ám a várost jelző verdejegy nélkül. A Postumus alatt alapított ticinumi verde működése miatt jó időre abbamaradt a mediolanumi pénzverés. Csak a késő császárkorban indult újra, II. Constantius, I. Valentinianus és Valens veretein a mezőben MD (ritkán MED) rövidítéssel jelzik, SMMED is előfordul. A mediolanumi verde 423-ig működött.
Narbo (NA), 337–414. E műhely első biztosan azonosítható jelzésével először II. Constantius solidusán találkozhatunk, a jele SM NARB. Flavius Magnus Magnentius aranyait a verde NAR jelzéssel készítette. A narboi verde 414-ig működött.
Nicomedia (N), 295–423, Bithünia fővárosa volt, Augustustól Gallienusig a római helytartók székhelye, itt székelt Diocletianus és Nagy Konstantin is egy ideig. Az érmeken a diocletianusi pénzreform után jelenik meg az N, NK vagy NIK rövidítés. Hat officina működött itt A-S jelzéssel. I. Valentinianus alatt az SMN jelzést használták, kiegészítve a megfelelő officinajegyekkel. A nicomediai verde 423-ig működött.
Ostia (OST), 309–312, jelentős kereskedőváros, Róma fő kikötője volt. A verdét itt Maxentius létesítette. A verde négy műhelye görög betűszámokkal (A-Δ) vagy latin betűkkel (P-Q) szignálta vereteit. Az ostiai verde 312-ig működött.
Ravenna (R V), 400-tól. A nyugatrómai császárság idején a ravennai verde 400-tól működött, a város nevének rövidítéseként a vereteken az R V betűket a mezőben hozták. A ravennai verde 445-ig működött.

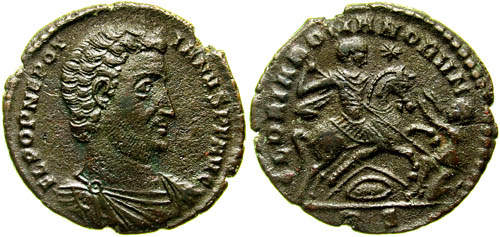
Nepotianus Rómában vert follisa

Róma, már az i. e. 4. században is működött itt pénzverde, amelynek veretei művészi szempontból különösen Julius Caesar és Augustus uralkodása alatt kiemelkedőek. A császárkor alatt a verde végig működött, sőt hosszú időn át ez az egyetlen verde látta el pénzzel az egész birodalmat. A verde első jelzéseivel III. Gordianus pénzein találkozunk, ekkor hat műhellyel dolgozott és P-VI, illetve A-S jelzéseket használt. Gallienustól kezdve 12 műhely működött itt: A, B, Γ, Δ, ε, S, Z, H, N, X, XI, XII jegyekkel, ebből N = nona = 9. A tetrarchia idején bronzokat négy műhely készített. II. Julianus és Jovianus alatt ROMA vagy VRB·ROM· jegyet használtak összekapcsolva az officinajelzéssel. I. Valentinianus és utódai SMRP-SMRQ, RP-RQ, R·PRIMA-R·QUARTA stb. jegyeket használták. A római verde működése az ókortól folyamatos.
Serdica (SERD, SD), 271–279 és 293–306 közt működött, Trákia provincia székhelye volt. Először Marcus Aurelius létesített itt verdét, amely egészen Geta uralkodásáig működött, s koloniális bronzpénzeket készített. A hivatalos birodalmi veretek készítése csak 271-ben indult meg, három officinával, melynek jegyei: ., .., …, e jegyek II. Claudius pénzein láthatóak. Aurelianus uralkodása alatt a verde jelzése SERD volt, ezenkívül P, S, T jegyek voltak használatosak, az értékjelzés XXI volt. Nagy Konstantin a verdét Sirmiumba helyezte. A serdicai verde 306-ig működött.

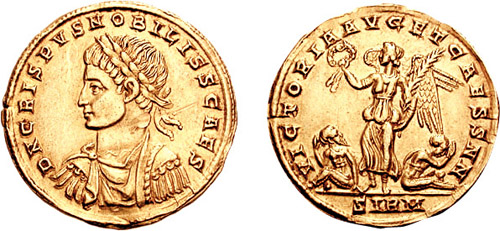
Crispus Sirmiumban vert solidusa

Sirmium (SIRM, SIR), 320–395? A verde szakaszosan működött, néhány évi működést többnyire hosszabb szünet követett. A verde működését 320-ban kezdte meg, s 326-ig folyanatosan készített bronz-, ezüst- és aranyérméket egyaránt. A verde működésének kezdetét egy viszonylag jól datálható arany sorozat jelzi. Ezüstpénzt aránylag keveset készítettek itt, s csak a 320–324 közti időszakban. A bronzokat 324-től két officinában készítették. 326-tól nem dolgozott a verde, Konstantinápolyba költözött. Csak 350-től került ismét Sirmiumba, ekkor főkébb különböző méretű bronzokat készített. Aranyakat csak 364-ben, I. Valentinianus és Valens közös uralmától készítettek ismét, emellett tovább folytatva a bronzok és ezüstök készítését is. Ezután ismét néhány éves szünet következett, de 378-tól a verde ismét üzemelt, ekkor már csak solidusokat és siliquákat készített. 393 után már csak aranyak készültek itt I. Theodosiusnak, Arcadiusnak és Honoriusnak. A verde megszűnésének pontos időpontját nem ismerjük, az utolsó veretek SM-CONOB jegyűek. A sirmiumi verde 305 körül szűnt meg.

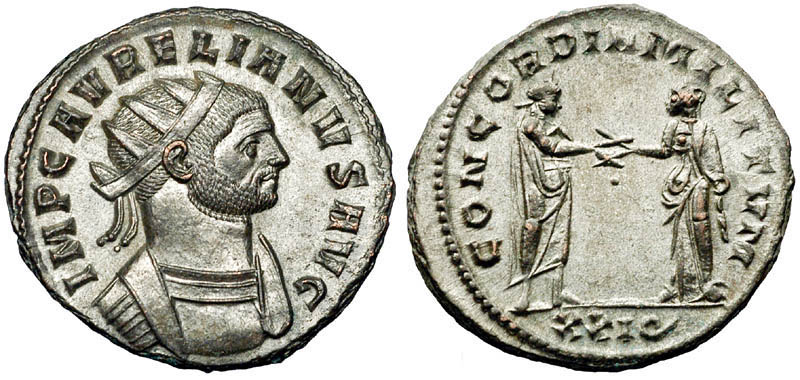
Aurelianus sisciai antoninianusa

Siscia (SIS, SISC), 262–423 A verdét Gallienus császár uralkodása alatt 262-ben alapították. E verde megszakítás nélkül működött alapításától az 5. század elejéig. Az első itt készült érmesorozatok beazonosítása nehéz, mert az eleinte mindössze két műhellyel dolgozó apró verde feltehetőleg a nagy római verdétől kapott személyzetet és verőtöveket, így úgy a stílusa, mint a technikája ahhoz hasonlít. Az első sorozatokon ráadásul megkülönböztető jelzés sincsen. Hamarosan három, majd újra két műhely működött itt. A hátlapokon az officinát is jelezték P, S, és I, II jegyekkel. Hosszú időn át latin betűs verdejegyeket használtak csupán Probus uralkodása alatt és után kezdték a görög betűs officinajegyeket alkalmazni. A verde aranyakat már Gallienusnak is vert az antoninianusok mellett, a későbbiekben is csaknem minden császár számára készültek itt aranypénzek. A verdejegyek a 4. században egyre bonyolultabbak lettek, az officinajelzésekhez külön szimbólum is társult. Constans, Vetranio, II. Constantius és Constantius Gallus első éremkibocsátásainak idején öt műhely dolgozott. A verde 365–395 között folyamatosan vert aranyat, ezüstöt és bronzot is, minden nagyságban. A sisciai verde 423-ig működött.

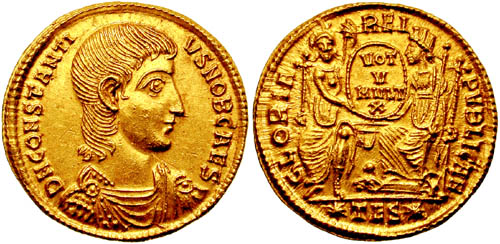
Constantius Gallus thesszalonikéi solidusa

Thesszaloniké (TES, TS), 294-455, a császárkorban igen fontos kereskedőváros, Európa és Ázsia érintkezési pontja. A tetrarchia korából származnak az első olyan veretek, amelyekre jelzésük alapján teljes bizonyossággal mondható, hogy e verdében készültek, TS és S·M·TS jeggyel. Ebben az időben hat officina, A-S dolgozott. Nagy Konstantin és utódai TS, illetve TES jelzést használtak, ehhez még az officina és az emissio jegyei járultak. A solidusokon TESOB jelzés olvasható. A thesszalonikéi verde 455-ig működött.
Ticinum (T, TI, SMT), 274–326. Aurelianus alatt kezdtek itt pénzt verni, ekkor bronz antoninianusok, illetve a pénzreform utáni ezüstök készültek itt. A verde 326-ig folyamatosan működött, Probus alatt hat officina dolgozott. Diocletianus idején az officinák jelzése P-VI, ez alapján a prima officina jelzése a szelvényben a következő: PXXIT (officina, érték, városjelzés). Csak Maximianus Herculius alatt használtak SMT városjelet. A századfordulón a műhely nagyon aktív volt, 294–310 és 312–313 közt aranyat, ezüstöt és bronzot is vertek itt, mindháromféle pénz verését egészen a bezárásáig folytatta. A ticinumi verde 326-ig működött.

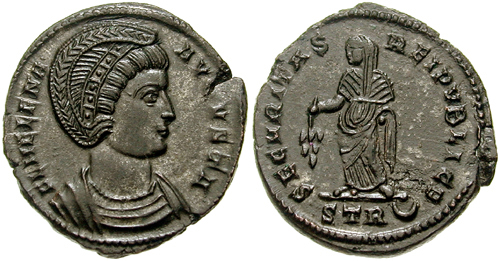
Helena Treveriben vert follisa

Treveri (TR), 260–274, 293–423. A birodalom egyik fontos városa, kereskedelmi központ volt a Rajna mentén. Már Gallienus alatt is működött itt verde, a rendszeres és nagy mennyiségű pénzverés azonban csak 293-ban indult meg, amikor Constantius Chlorus lett Gallia helytartója. Diocletianustól Nagy Konstantin haláláig négy műhely készítette a bronzokat P, S, T, Q, vagy A, B, C, D, vagy A, B, Γ, Δ jelzéssel, az érméken az emissiós jegyeket a mezőben találjuk. A verde jelzésének e módját egészen I. Valentinianus, illetve Valens koráig megtartották. A treverii verde 423-ig működött.
Tripolis (TR), 272–293, jelentős kereskedőváros volt Föníciában. Az aurelianusi pénzreform után kapcsolódott be a birodalmi pénzverésbe. Főképp antoninianusokat készítettek itt, még Diocletianus és Maximianus Herculius számára is. Constantius Chlorus és Galerius caesarrá kinevezése előtt bezárta a verdét. A verdehely jelzése éppúgy TR, mint Tripolié, az itt készült érmek csak stíluskritikai szempontok alapján különíthetőek el egymástól. A tripolisi verde 293-ig működött.
Colonia Viminatium, 251–257. Bár ez a verde igen rövid ideig működött, Magyarországon mégis igen gyakran fordulnak elő az itt készült pénzek a verdehely közelsége miatt. A verde már 251 előtt is működött, koloniális vereteket készített III. Gordianustól Gallienusig. Ezek latin betűs köriratos, sestertius és dupondius nagyságú bronzok, a hátlap köriratában COL VIM jelzéssel. Antoninianusokat 251-től készített a verde, de ezeken nincs jelzés, csak stílusuk alapján különíthetőek el. A Colonia Viminatiumi verde 257-ig működött.